# Crocomela latimargo
Crocomela latimargo är en fjärilsart som beskrevs av Paul Dognin 1912. Crocomela latimargo ingår i släktet Crocomela och familjen björnspinnare. Inga underarter finns listade i Catalogue of Life.